# Hubiak pospolity

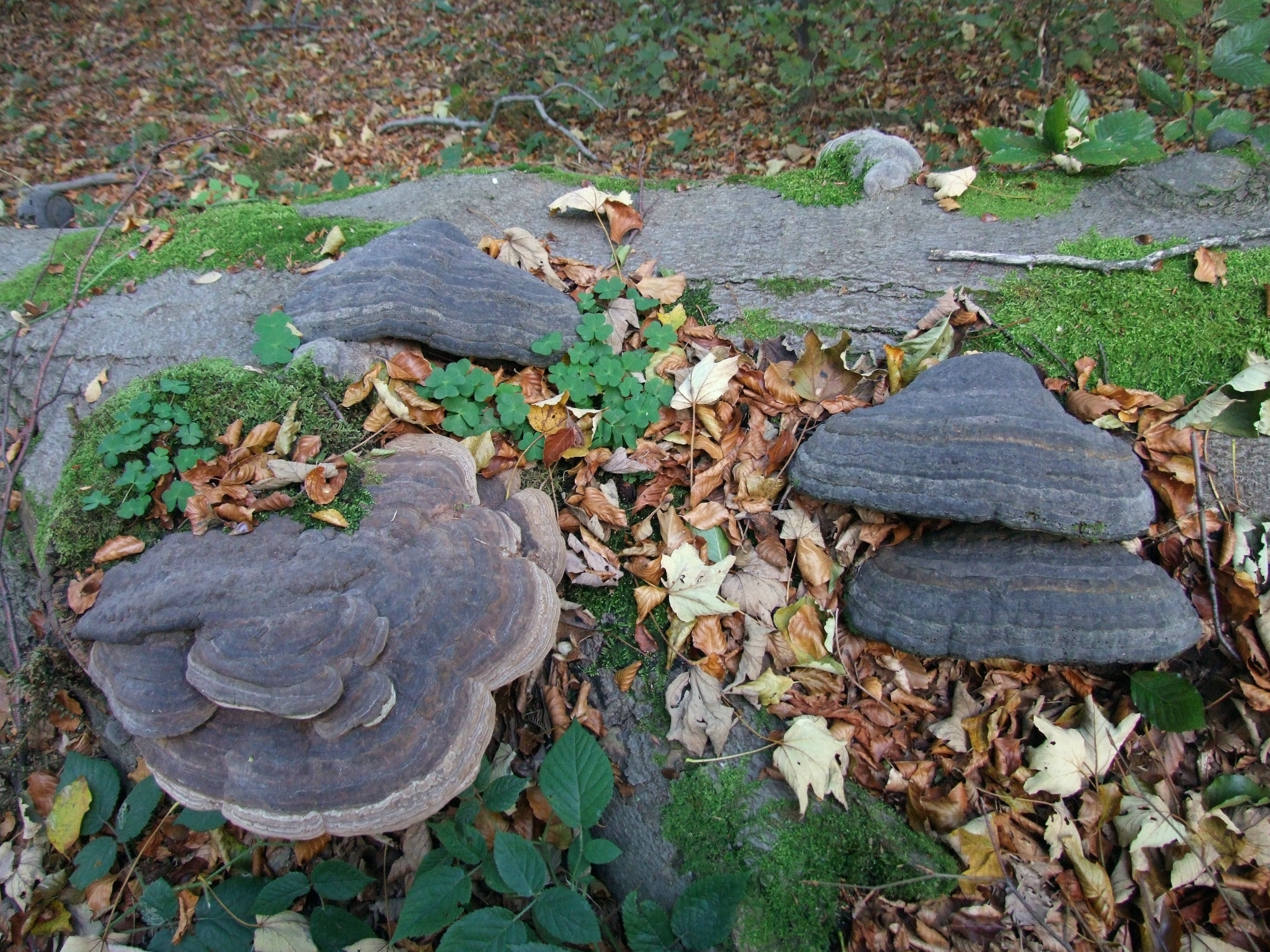

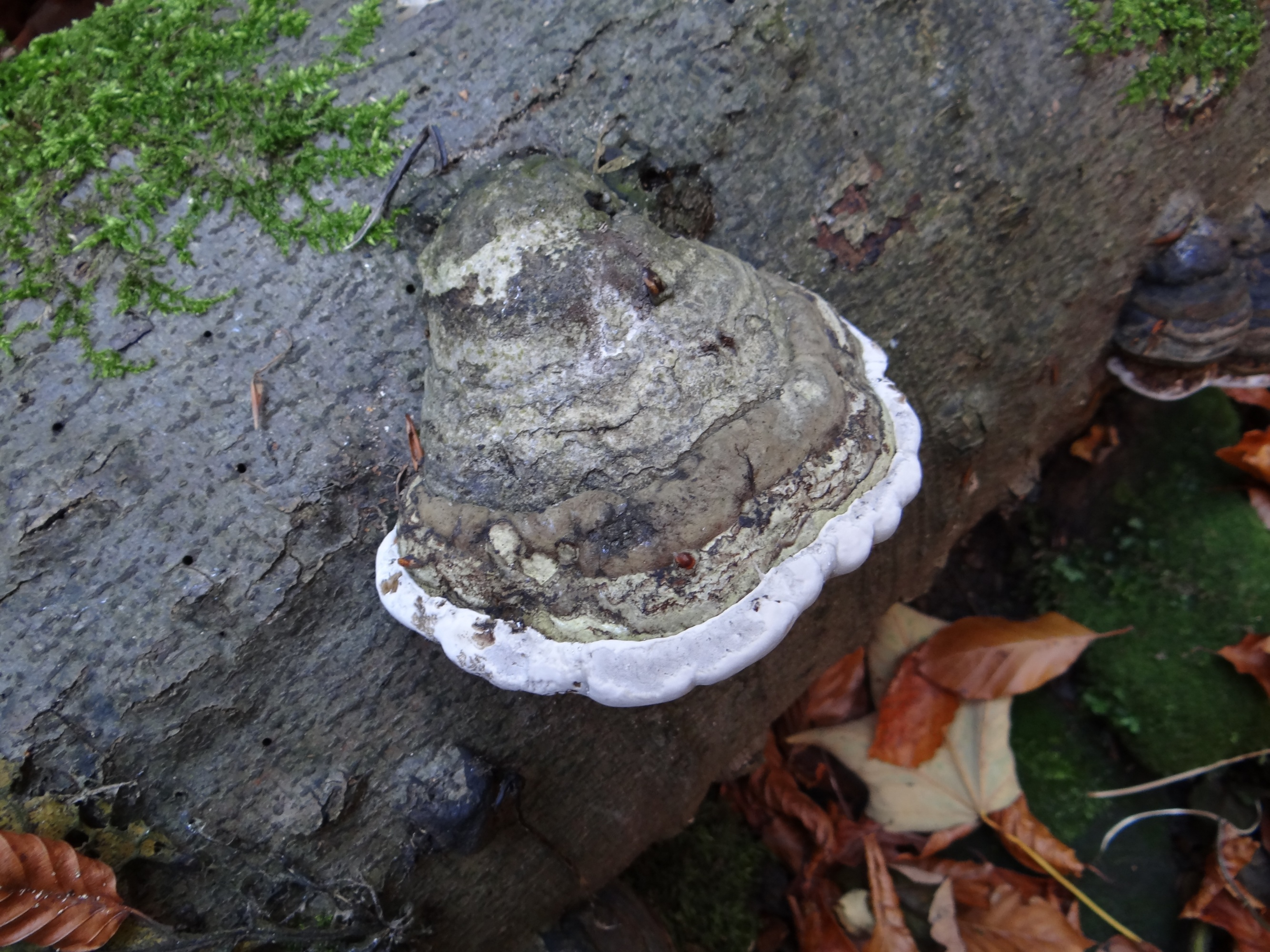
Wieloletni hubiak na buku. Widoczna biała strefa przyrostu

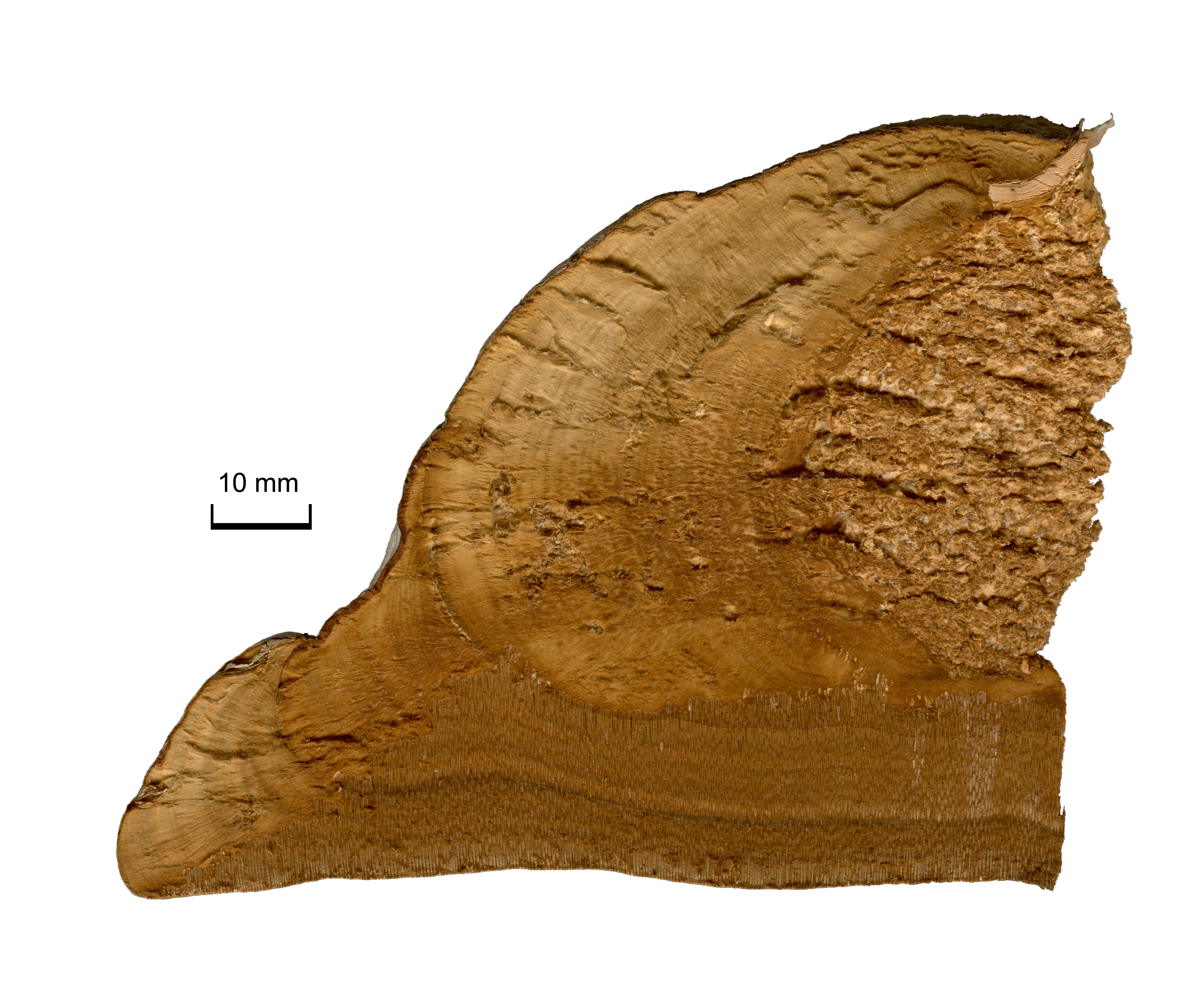
Przekrój hubiaka

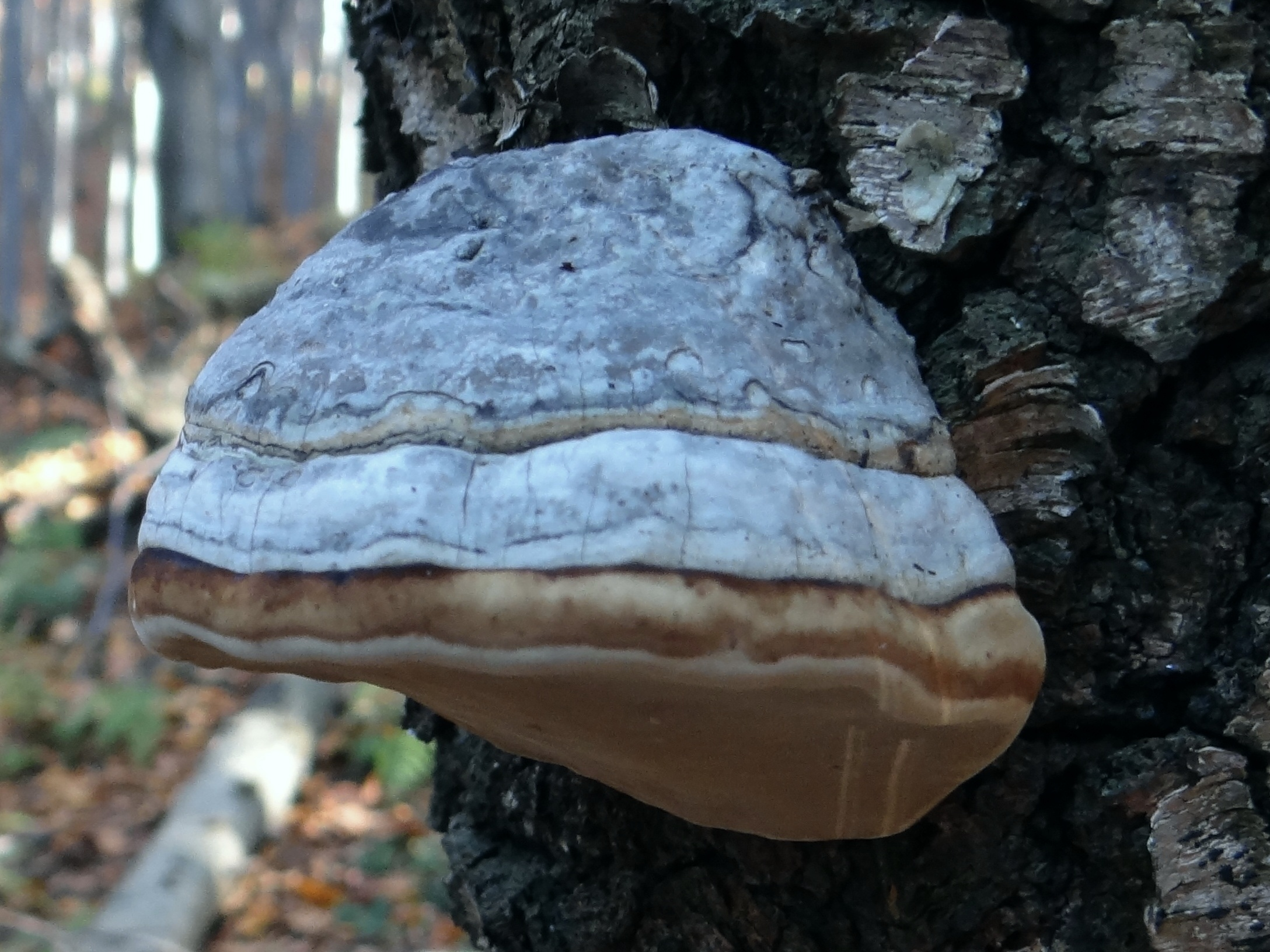
Młody okaz hubiaka pospolitego na brzozie

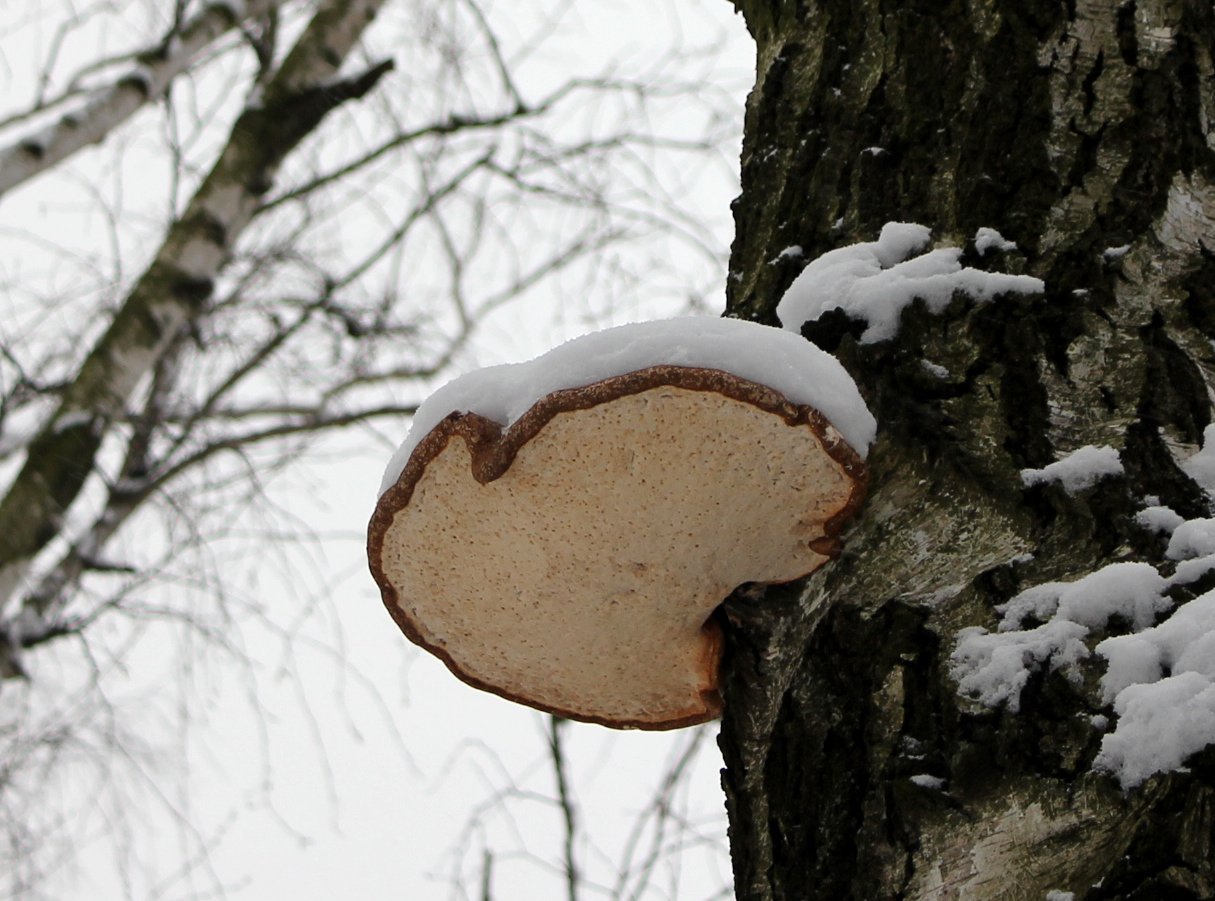
Porowata faktura spodu hubaniaka oraz brązowy brzeg

Hubiak pospolity (Fomes fomentarius (L.) Fr.) – gatunek grzybów należący do rodziny żagwiowatych (Polyporaceae).

## Systematyka i nazewnictwo
Pozycja w klasyfikacji według Index Fungorum: Fomes, Polyporaceae, Polyporales, Incertae sedis, Agaricomycetes, Agaricomycotina, Basidiomycota, Fungi.
Po raz pierwszy takson ten zdiagnozował w 1753 roku Karol Linneusz nadając mu nazwę Boletus fomentarius. Obecną, uznaną przez Index Fungorum nazwę nadał mu w roku 1867 Elias Fries.
Niektóre synonimy naukowe:

- Agaricus fomentarius (L.) Lam. 1783
- Boletus fomentarius L. 1753
- Elfvingia fomentaria (L.) Murrill 1903
- Elfvingiella fomentaria (L.) Murrill 1914
- Ochroporus fomentarius (L.) J. Schröt. 1888
- Placodes fomentarius (L.) Quél. 1886
- Polyporus fomentarius (L.) Fr. 1821
- Pyropolyporus fomentarius (L.) Teng 1963
- Scindalma fomentarium (L.) Kuntze 1898
- Ungulina fomentaria (L.) Pat. 1900

Nazwa polska pojawiła się po raz pierwszy w pracy Stanisława Domańskiego i in. w 1967 r. W polskim piśmiennictwie mykologicznym gatunek ten opisywany był też jako huba żagwiowa, huba bukowa, huba prawdziwa, huba pospolita, żagiew pospolita, czyr hubkowy.

## Morfologia
Kapelusz
Ma szerokość do 50 cm, początkowo jest bulwiasty, później kopytowaty. Na górnej stronie okryty jest twardą i niepękającą skorupą. U młodych okazów jest ona aksamitna, u starszych naga i matowa. U młodych okazów ma kolor gliniasty lub czerwonobrązowy, u starszych szary lub czarniawy. Na skorupie widoczne są koncentryczne kręgi będące strefami przyrostu rocznego. Brzeg kapelusza jest białawy i tępy.
Rurki
Ułożone wielowarstwowo, długości 2–7 cm. Początkowo są jasnopomarańczowe, później pomarańczowobrązowe, na koniec ochrowobrązowe. Po ugnieceniu ciemnieją.
Miąższ
Grubości 0,5–3 cm. Jest rdzawobrązowy, miękki, korkowato-drewnowaty, w kapeluszu ma strukturę zamszowatą, w miejscu przyrośnięcia grzybnię wegetatywną.
Wysyp zarodników
W maju i czerwcu rozsiewa biało pylące zarodniki. Wysyp nieamyloidalny. Zarodniki podłużnie eliptyczne, gładkie, o rozmiarach 15–20(24) × 5,5–6,5 µm.

## Występowanie i siedlisko
Występuje tylko na półkuli północnej: w Ameryce Północnej, Europie i Azji. Z okolic równikowych znany jest tylko z Panamy w Ameryce Środkowej. W Polsce jest bardzo częsty na obszarze całego kraju.
Gatunek wieloletni. Występuje przez cały rok, na pniach starych, osłabionych drzew liściastych, w szczególności buków lub brzóz. Jest bardzo częsty. Można go spotkać we wszystkich typach lasów, również w nadrzecznych łęgach, gdzie występuje na topoli.

## Hubiak pospolity jakoreducent
Hubiak pospolity odgrywa ważną rolę w obiegu materii w przyrodzie. Za pomocą enzymów rozkłada wszystkie składniki drewna (celulozę, ligninę i hemicelulozę), wywołując białą zgniliznę drewna. W leśnictwie jest to jednak działalność niepożądana, powoduje bowiem straty w drzewie. Jest saprotrofem i pasożytem słabości, atakującym drzewa stare i osłabione. Ma znaczenie gospodarcze głównie w lasach bukowych i brzozowych. Najczęściej infekuje przez rany. Po obumarciu drzewa rozwija się na jego pniu jeszcze przez wiele lat. Widoczna na pniu huba to tylko owocnik, grzybnia hubiaka znajduje się w drewnie. Jest to system strzępek przerastających na dużej przestrzeni całe drewno. Wywołana przez nie zgnilizna rozszerza się w dół pnia. Początkowo drewno brunatnieje, zachowując własności techniczne, później jednak rozwijająca się w nim grzybnia hubiaka powoduje, że staje się ono gąbczaste, miękkie i białożółtawe, poprzedzielane cienkimi ciemnobrunatnymi lub czarnymi strefami.

## Zastosowanie
- W Europie w atlasach grzybów opisywany jest powszechnie jako grzyb niejadalny (np. Wojewoda[4] i in.).
- Dawniej był pożądanym surowcem. Z miąższu kapelusza wyrabiano łatwo zapalającą się hubkę, która już od epoki brązu była wykorzystywana do rozpalania ogniska. Od tych właściwości hubiaka pochodzi jego nazwa łacińska: Fomes to po łacinie podpałka a fomentarius – zapalający[11].
- Z miąższu rozbitego ciężkim młotem wykonywano tampony tamujące krwawienie z ran[11]. Zalecał ich stosowanie już Hipokrates w V wieku p.n.e. Później w tym celu stosowali je cyrulicy[12].
- Z kapeluszy hubiaka wyrabiano także części garderoby (czapki, kamizelki). Ze starych zapisków historycznych wynika, że był do tych celów wykorzystywany często. Jeszcze obecnie w niektórych krajach Europy żyją ludzie znający się na tym rzemiośle[5][7].
- Zawiera fomentariol, substancję o działaniu bakteriobójczym[12].
- Dawniej w medycynie tradycyjnej stosowany był na różnego rodzaju bóle (głowy, zębów, brzucha), w tym również na bóle reumatyczne[12].
- W tradycyjnej medycynie chińskiej sporządzano z niego wywar, któremu przypisywano działanie wzmacniające. Leczono nim niestrawności i niektóre nowotwory złośliwe[12].
- W Małopolsce i na Podkarpaciu podczas obrzędu święcenia ognia w Wielką Sobotę młodzi chłopcy przynosili do kościoła wysuszone huby, zwane hubami ogniowymi. Na Podkarpaciu istniało wierzenie, że takie poświęcone huby chronią dom przed uderzeniem pioruna. W tym celu podczas burzy wystawiano je na oknie[12].

## Gatunki podobne
- pniarek obrzeżony (Fomitopsis pinicola). Ma bardziej jaskrawą strefę przyrostu (żółtą lub pomarańczowoczerwoną) i miąższ czerwonobrązowy[5]. Starsze jego okazy morfologicznie są trudne do odróżnienia, gdyż nie mają już tak jaskrawego obrzeża. Łatwo można jednak te gatunki rozróżnić za pomocą zapałki; u pniarka obrzeżonego pod wpływem wysokiej temperatury skorupa topi się, u hubiaka zwęgla[7].
- czyreń jodłowy (Phellinus hartigii), ale rośnie głównie na jodłach[10].
- czyreń ogniowy (Phellinus igniarius), ale rośnie głównie na wierzbach[10].